# Бельведер на Клаусберге
Бельведер на Клаусберге (нем. Belvedere auf dem Klausberg) — историческое здание в Потсдаме на горе Клаусберг к северо-западу от парка Сан-Суси, построенное в 1770—1772 годах по заказу короля Пруссии Фридриха II и проекту архитектора Георга Кристиана Унгера. Здание находится в ведении Фонда прусских дворцов и садов Берлина — Бранденбурга и является объектом всемирного наследия ЮНЕСКО.
В 1769 году было завершено строительство Нового дворца, король Фридрих II занялся преображением прилегающей территории. У северной границы парка Сан-Суси были разбиты сады. На южном склоне Клаусберга появился виноградник и плодовый сад, снабжавший королевский двор фруктами. Король планировал возвести здесь целый ряд зданий, но из всех проектов были реализованы только Бельведер и Домик с драконами. Помимо изначально декоративной функции в полном соответствии с названием сооружения из Бельведера открывался великолепный вид на парк, город и окрестности. За основу проекта смотрового сооружения на Клаусберге Унгер взял рисунок итальянского археолога Франческо Бьянкини, опубликованный в 1738 году в сочинении Del Palazzo de´ Cesari. В интерьерах Бельведера использовались белый и серый силезский мрамор и красная яшма. Потолок Бельведера украшала роспись из облаков и разных видов птиц. Мебель Бельведера ограничивалась резными и позолоченными стульями.
В конце Второй мировой войны Бельведер на Клаусберге выгорел в результате артиллерийского обстрела и в течение нескольких последующих десятилетий ожидал восстановления. В 1990 году мюнхенский Фонд Мессершмитта взял на себя финансирование реконструкции Бельведера. Реставрация внешних стен Бельведера и реконструкция верхнего зала завершилась в 2002 году. Нижний зал Бельведера пока не восстановлен.